# حركة دورانية

كرة تدور حول أحد أقطارها، في نقطة ثابتة.

الحركة الدورانية أو حركة الاستدارة هي حركة التفاف حول مركز الجسم نفسه، بخلاف الحركة الدائرية التي يحافظ فيها الجسم على مسافة ثابتة من مركز يقع خارجه.
وتكون الحركة دورانية منتظمة إذا كانت سرعة الدوران ثابتة، وإلا يقال عن تلك الحركة الدورانية أنها غير منتظمة لتغير سرعة الدوران.
وعزم القوة هو الذي يسبب الحركة الدورانية.
لا يمكننا الحديث عن الحركة الدورانية لشيء إلا إذا أهملنا حجمه، ويتم اعتبار هذا الشيء جسما نقطيا.

## أمثلة
- حركة مركز المروحة دورانية، أما أذرعها فحركتها دائرية
- دوران الأرض حول نفسها
- دوران الافعوانية حول نفسها
- دوران العجلة حول نفسها

٭دوران النواعير بفعل المياه الجارية

## اقرأ أيضا
- حركة دائرية
- فترة التناوب
- إطار مرجعي دوراني
- دوران
- دوران تفاضلي